# Rebecca Bedford
Rebecca Bedford (* 26. Mai 1998) ist eine englische Badmintonspielerin. Sie startet im Parabadminton in der Startklasse SH6 und gewann seit ihrer ersten Teilnahme an einer Badminton-Weltmeisterschaft für Behinderte 2013 in Dortmund bei Welt- und Europameisterschaften mehrere Medaillen im Einzel, Doppel und Mixed. Sie bereitet sich auf die Sommer-Paralympics 2020 in Tokio vor.

## Sportliche Laufbahn
Rebecca Bedford erreichte bei ihrer ersten internationalen Meisterschaft, der Badminton-Weltmeisterschaft für Behinderte 2013 in Dortmund, im Einzel gegen Rachel Choong und im Mixed mit Jack Shephard gegen Choong und Andrew Martin Silbermedaillen. 2015 in Stoke Mandeville erkämpfte sie mit ihrer Partnerin Choong Gold im Doppel. Im Einzel gegen Choong und im Mixed mit Shephard gegen Choong und Martin erreichte sie Silber. Dieses Ergebnis erzielte sie auch 2016 im niederländischen Beek bei der Badminton-Europameisterschaft für Behinderte im Einzel und im Mixed, das Doppel wurde nur als Demonstrationswettbewerb ausgetragen. Bei der WM 2017 in Ulsan, Südkorea gewann Bedford im Einzel Bronze. Im Doppel errang sie mit Rachel Choong Gold, und im Mixed mit dem Franzosen Fabien Morat gegen Choong und Martin Silber. 2018 unterlag sie bei der EM in Rodez im Einzel-Finale Choong, mit der sie im Doppel wieder Gold gewann. Im Mixed gewann sie mit dem Schotten Robert Laing Bronze. Bei der Badminton-Weltmeisterschaft für Behinderte 2019 in Basel errang sie wieder drei Medaillen, Bronze im Einzel, Gold im Doppel mit Rachel Choong und Silber im Mixed mit Robert Laing.
Rebecca Bedford studiert an der University of Sheffield Geschichte. Da Bedford, ihre Kollegin Rachel Choong und andere Behindertensportlerinnen nicht hinreichend durch die britische Sportförderung unterstützt werden fand eine Fundraising-Kampagne statt. Die Londoner Organisation Path to Success, die Mittel zur Unterstützung von Frauen im Behindertensport einwirbt, ermöglichte Bedford die Teilnahme an den Sommer-Paralympics 2020.